# VH1 Classic Europe
VH1 Classic Europe war ein digitaler, paneuropäischer Pay-TV-Musiksender und ein Ableger des US-amerikanischen Senders VH1. Das Programm bestand vorwiegend aus Musikvideos, es wurden aber auch Dokumentationen ausgestrahlt.
Den Schwerpunkt bildeten seit den 1970ern bis in die 1990er Musikvideos. Diese wurden größtenteils unter bestimmten Mottos zusammengefasst (beispielsweise We Are The 80s). Eine Besonderheit war die regelmäßige Einstreuung von Ausschnitten aus Konzerten und Liveauftritten. Teilweise stammten diese von Sendungen wie dem Beatclub oder wurden lange vor den 1970ern aufgezeichnet. So stellten Videoclips aus den 1940er Jahren im Programm nicht unbedingt eine Besonderheit dar.
Sendestart war am 1. Juli 1999. Zunächst wurde die britische Version europaweit ausgestrahlt.  Ab dem 1. Dezember 2005 wurde auch eine europäische Version des Senders gesendet, die die bislang ausgestrahlte britische Version in Ländern außerhalb des Vereinigten Königreichs ersetzte. Am 1. März 2010 wurde schließlich die britische Version in MTV Classic umbenannt, die europäische Version behielt allerdings ihren Namen. Am 5. Oktober 2020 wurden VH1 Classic Europe zugunsten MTV 80s eingestellt.

## Andere Länder
Am 8. Mai 2000 startete auch eine US-amerikanische Version des Senders. Zum 1. August 2016 wurde auch der Sender in den USA in MTV Classic umbenannt.

## Empfang
In Deutschland wurde VH1 Classic über das MTV Unlimited-Paket vermarktet. Bis zum 30. November 2011 wurde VH1 Classic auch im Paket „Kabel Digital Home“ von Kabel Deutschland sowie bis zum 4. April 2012 über den Premiere-Nachfolger Sky ausgestrahlt.
Zum 30. September 2019 stellte der Anbieter Technisat sein bisheriges Paket „MTV Unlimited“, worin auch VH1 Classic Europe enthalten war, ein.

## Logos

Letztes Logo der europäischen Version sowie ehemaliges Logo der eingestellten US-amerikanischen und der britischen Version
Letztes Logo der US-amerikanischen Version
Ehemaliges Logo